# Evan Rachel Wood
Evan Rachel Wood (Raleigh, 7 settembre 1987) è un'attrice statunitense.
È stata nominata al Golden Globe come miglior attrice protagonista per il film Thirteen nel 2004. Nel 2017 ha vinto un Critics' Choice Award e un Satellite Award per la sua interpretazione di Dolores Abernathy nella serie televisiva Westworld - Dove tutto è concesso.

## Biografia

### Esordi
Figlia d'arte, il padre è l'attore Ira David Wood III e sua madre l'attrice Sara Lynn Moore. I genitori si separarono quando aveva 10 anni. Già da bambina recita in teatro (il padre è il fondatore del Theatre In The Park a Raleigh). È stata istruita in casa e ha preso il diploma a 15 anni. A sette anni affronta un provino per il ruolo di Claudia, la bambina vampira di Intervista con il vampiro (il ruolo viene però assegnato a Kirsten Dunst). Sempre all'età di sette anni si trasferisce a Los Angeles in cerca di fortuna. Qui riesce ad ottenere parti in alcuni film per la televisione. In seguito inizia a recitare in diverse serie televisive. Successivamente riesce ad ottenere diverse parti in film per il grande schermo come Amori & incantesimi e S1m0ne.

### Affermazione

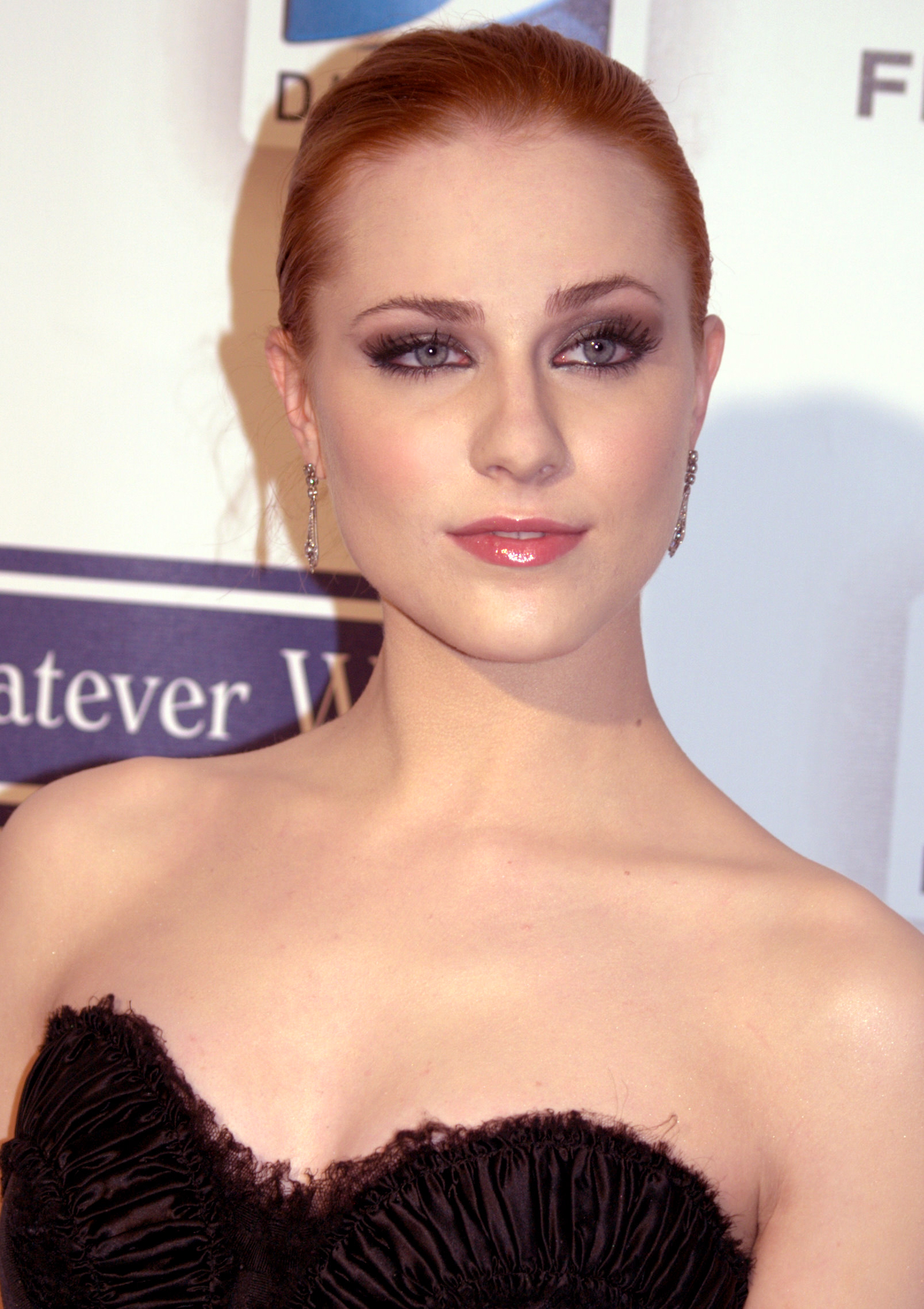
Evan Rachel Wood nel 2009

Inizia a recitare apparendo in diverse serie televisive, tra cui American Gothic (1995-1996) e Ancora una volta (1999-2002). In seguito partecipa ad alcuni episodi del serie televisive Profiler - Intuizioni mortali, finché non arriva il successo grazie al film Thirteen che le vale la candidatura come migliore attrice protagonista ai Golden Globe e agli Screen Actors Guild Award, successivamente al quale viene scelta da Ron Howard per The Missing. Negli anni seguenti prende parte ai film Litigi d'amore, Down in the Valley e Correndo con le forbici in mano e inoltre presta la sua voce al film d'animazione The Reef - Amici per le pinne. Nel 2007 è protagonista del film musical di Julie Taymor Across the Universe e recita al fianco di Michael Douglas in Alla scoperta di Charlie. L'attrice è stata inoltre l'ispirazione della canzone Heart-Shaped Glasses (When the Heart Guides the Hand) di Marilyn Manson, partecipando inoltre al video musicale, interpretazione tra i ruoli più pagati in un videoclip.
Nel 2008 Evan partecipa a Davanti agli occhi con Uma Thurman e al film indipendente The Wrestler che segna il ritorno di Mickey Rourke. Viene inoltre scritturata per il musical di Broadway Spiderman, con musiche di Bono e The Edge degli U2. Nel 2009 viene scelta da Woody Allen per recitare nel film Basta che funzioni. Nello stesso anno viene scelta per interpretare il ruolo ricorrente della regina Sophie-Anne Leclerq nella serie televisiva True Blood. Nel 2010 è protagonista, assieme a Chris Evans, di una campagna pubblicitaria per Gucci, firmata da Frank Miller, per la fragranza Gucci Guilty. Nel 2011 interpreterà Veda Pierce, accanto all'attrice Kate Winslet, in Mildred Pierce, una miniserie televisiva statunitense, interpretazione che le vale la sua seconda nomination ai Golden Globe e una nomination al Premio Emmy. Nello stesso anno ottiene un ruolo nel film The Conspirator diretto da Robert Redford, film sul complotto riguardo l'assassinio di Abraham Lincoln. Ha anche avuto un ruolo nel film Le idi di marzo al fianco di Ryan Gosling e del regista George Clooney.
Dal 2016 interpreta Dolores Abernathy nella serie televisiva Westworld - Dove tutto è concesso, per la quale ha vinto un Critics' Choice Award e un Satellite Award, ricevendo la sua seconda nomination agli Emmy e la sua terza nomination ai Golden Globe nella sezione miglior attrice in una serie drammatica. Nel 2019 Evan è la voce della regina Iduna, la defunta madre di Elsa e Anna, nel film di animazione disneyano Frozen II - Il segreto di Arendelle.
Ha partecipato al video musicale Uneventful Days della band Beck, co protagonista con Tessa Thompson.

### Vita privata
Evan Rachel Wood ha tre fratelli e una sorella. Il padre è di religione cristiana, la madre si è convertita alla religione ebraica. Si definisce "spirituale ma non religiosa" e bisessuale. È cintura nera di Taekwondo. 
Nel 2005 l'attrice inizia una relazione con l'attore Jamie Bell, conosciuto durante le riprese del videoclip della canzone Wake Me Up When September Ends dei Green Day, separandosi dopo un anno. Nel 2007 viene resa pubblica la relazione con Marilyn Manson. La coppia si separa una prima volta nel 2008 e successivamente è stata legata dal gennaio all'agosto 2010. Nell'estate del 2011 riprende la relazione con Jamie Bell, 5 anni dopo essersi lasciati. La coppia si sposa il 30 ottobre 2012 ed ha un figlio, nato con un parto naturale in casa nel luglio 2013. Nel maggio 2014 i due annunciano la separazione. Lo stesso anno l'attrice ha una relazione con la collega Katherine Moennig e successivamente, fino al 2017, con il cantante Zach Villa.
Nel febbraio 2021 ha denunciato pubblicamente attraverso la sua pagina Instagram gli abusi che avrebbe subito dal cantante Marilyn Manson nel corso della loro relazione.

## Filmografia

### Attrice

#### Cinema
- Un autunno tra le nuvole (Digging to China), regia di Timothy Hutton (1998)
- Amori & incantesimi (Pratical Magic), regia di Griffin Dunne (1998)
- Detour - La svolta (Detour), regia di Joey Travolta (1998)
- Little Secrets - Sogni e segreti (Little Secrets), regia di Blair Treu (2001)
- S1m0ne, regia di Andrew Niccol (2002)
- Thirteen - 13 anni (Thirteen), regia di Catherine Hardwicke (2003)
- The Missing, regia di Ron Howard (2003)
- Pretty Persuasion, regia di Marcos Siega (2005)
- Litigi d'amore (The Upside of Anger), regia di Mike Binder (2005)
- Down in the Valley, regia di David Jacobson (2005)
- Correndo con le forbici in mano (Running with Scissors), regia di Ryan Murphy (2006)
- Across the Universe, regia di Julie Taymor (2007)
- Davanti agli occhi (The Life Before Her Eyes), regia di Vadim Perelman (2007)
- Alla scoperta di Charlie (Kings of California), regia di Mike Cahill (2007)
- The Wrestler, regia di Darren Aronofsky (2008)
- Basta che funzioni (Whatever Works), regia di Woody Allen (2009)
- The Conspirator, regia di Robert Redford (2011)
- Le idi di marzo (The Ides of March), regia di George Clooney (2011)
- Charlie Countryman deve morire (Charlie Countryman), regia di Fredrik Bond (2013)
- Una rete di bugie (A Case of You), regia di Kat Coiro (2013)
- A piedi nudi (Barefoot), regia di Andrew Fleming (2014)
- Into the Forest, regia di Patricia Rozema (2015)
- Allure, regia di Carlos e Jason Sanchez (2017)
- Kajillionaire - La truffa è di famiglia (Kajillionaire), regia di Miranda July (2020)
- Weird - La storia di Al Yankovic (Weird: The Al Yankovic Story), regia di Eric Appel (2022)

#### Televisione
- American Gothic – serie TV, 3 episodi (1995-1996)
- Profiler - Intuizioni mortali (Profiler) – serie TV, 7 episodi (1998-1999)
- Un'amica per mia figlia (Down Will Come Baby), regia di Gregory Goodell – film TV (1999)
- Ancora una volta (Once and Again) – serie TV, 55 episodi (1999-2002)
- Il tocco di un angelo (Touched by an Angel) – serie TV, episodio 6x26 (2000)
- West Wing - Tutti gli uomini del Presidente (The West Wing) – serie TV, episodio 3x19 (2002)
- CSI - Scena del crimine (CSI: Crime Scene Investigation) – serie TV, episodio 3x12 (2003)
- True Blood – serie TV, 8 episodi (2009-2011)
- Mildred Pierce, regia di Todd Haynes – miniserie TV, 2 puntate (2011)
- Robot Chicken – serie TV, 1 episodio (2013)
- Doll & Em – serie TV, 5 episodi (2015)
- Westworld - Dove tutto è concesso (Westworld) – serie TV, 30 episodi (2016-2022)
- What We Do in the Shadows – serie TV, episodio 1x07 (2019)
- Phoenix rising (2022)

#### Video musicali
- Wake Me Up When September Ends - Green Day (2005)
- Heart-Shaped Glasses (When the Heart Guides the Hand) - Marilyn Manson (2007)
- Love Me Chase Me - Carney (2010)
- Can't Deny My Love – Brandon Flowers (2015)

### Doppiatrice
- Asterix e i vichinghi (Astérix et les Vikings), regia di Stefan Fjeldmark, Jesper Møller (2006)
- The Reef - Amici per le pinne (Shark Bait), regia di Howard E. Baker, John Fox (2006)
- Battaglia per la Terra 3D (Battle for Terra), regia di Aristomenis Tsirbas (2007)
- Strange Magic, regia di Gary Rydstrom (2015)
- Frozen II - Il segreto di Arendelle (Frozen II), regia di Chris Buck e Jennifer Lee (2019)

## Teatro
- Spider-Man - The Musical (2009)

## Riconoscimenti
- Critics' Choice Award
  - 2016 – Miglior attrice in una serie drammatica per Westworld - Dove tutto è concesso[6][7]
- Golden Globe
  - 2004 – Candidatura alla miglior attrice in un film drammatico per Thirteen - 13 anni
  - 2012 – Candidatura alla miglior attrice non protagonista in una serie per Mildred Pierce
  - 2017 – Candidatura alla miglior attrice in una serie drammatica per Westworld - Dove tutto è concesso
- MTV Movie Award
  - 2004 – Candidatura alla miglior performance rivelazione femminile per Thirteen - 13 anni
- Satellite Award
  - 2004 – Candidatura alla miglior attrice in un film drammatico per Thirteen - 13 anni
  - 2011 – Candidatura alla miglior attrice non protagonista in una serie, miniserie o film per la televisione per Mildred Pierce
  - 2017 – Miglior attrice in una serie drammatica per Westworld - Dove tutto è concesso
- Screen Actors Guild Award
  - 2004 – Candidatura alla miglior attrice cinematografica per Thirteen - 13 anni
  - 2017 – Candidatura alla miglior cast in una serie drammatica per Westworld - Dove tutto è concesso
- Premio Emmy
  - 2011 – Candidatura alla miglior attrice non protagonista in una miniserie o film tv per Mildred Pierce
- Young Artist Award
  - 1999 – Candidatura alla miglior attrice giovane non protagonista per Amori & incantesimi

## Doppiatrici italiane
Nelle versioni in italiano delle opere in cui ha recitato, Evan Rachel Wood è stata doppiata da:
- Domitilla D'Amico in Thirteen - 13 anni, CSI - Scena del crimine, The Missing, Correndo con le forbici in mano, The Conspirator
- Valentina Mari in Across the Universe, Una rete di bugie, A piedi nudi, What We Do in the Shadows
- Ilaria Stagni in Alla scoperta di Charlie, Basta che funzioni, Le idi di marzo
- Federica De Bortoli in Little secrets - Sogni e segreti, Davanti agli occhi
- Valentina Favazza in Mildred Pierce, Westworld - Dove tutto è concesso
- Chiara Gioncardi in The Wrestler, Charlie Countryman deve morire
- Letizia Ciampa in Un autunno tra le nuvole, S1m0ne
- Natalia Accolla in Amori & incantesimi
- Eliana Lupo in Profiler - Intuizioni mortali
- Eva Padoan in Ancora una volta
- Alessia Amendola in Litigi d'amore
- Sara Ferranti in Down in the Valley
- Gaia Bolognesi in Pretty Persuasion
- Chiara Colizzi in True Blood
- Alice Bertocchi in Into the Forest

Come doppiatrice, è sostituita da:
- Joy Saltarelli in Strange Magic, Frozen II - Il segreto di Arendelle[N 1]
- Federica De Bortoli in Battaglia per la Terra 3D
- Connie Bismuto in The Reef - Amici per le pinne
- Martina Stella in Asterix e i vichinghi